# حالة كمية عيانية
الحالة الكَمّوميّة العِيَانِيّة (أو الحالة الكمومية الماكروسكوبية في الترجمات الحرفية، من الإنجليزية: macroscopic quantum state) هي حالة المادة في الخواص العيانية، مثل الناقلية الحرارية، والناقلية الكهربائية واللزوجة، والتي تعطى بواسطة ميكانيكا الكم بدلاً من الميكانيكا الكلاسيكية. هذا يحدث في درجات الحرارة المنخفضة بشكل أساسي حيث أن هناك القليل من الحركة الحرارية لإخفاء الطبيعة الكمية للمادة.
الأمثلة هي السيولة الفائقة Superfluidity والتوصيل الفائق.